# Cantonul Sainte-Rose
Cantonul Sainte-Rose este un canton din arondismentul Saint-Benoît, Réunion, Franța.